# Osmia cahuilla
Osmia cahuilla är en biart som beskrevs av Cooper 1993. Osmia cahuilla ingår i släktet murarbin, och familjen buksamlarbin. Inga underarter finns listade i Catalogue of Life.